# Mezquite Gordo, Sinaloa
Mezquite Gordo är en ort i Mexiko.   Den ligger i kommunen Mocorito och delstaten Sinaloa, i den västra delen av landet, 1 100 km nordväst om huvudstaden Mexico City. Mezquite Gordo ligger 145 meter över havet och antalet invånare är 133.
Terrängen runt Mezquite Gordo är kuperad åt sydväst, men åt nordost är den platt. Runt Mezquite Gordo är det ganska glesbefolkat, med 26 invånare per kvadratkilometer. Närmaste större samhälle är Colonia Agrícola México, 18,1 km sydväst om Mezquite Gordo. I omgivningarna runt Mezquite Gordo växer huvudsakligen savannskog.